# Lanvin
Ланвин је француска мултинационална кућа високе моде, коју је основала Жеан Ланвин 1889. године. То је трећа најстарија француска модна кућа која још увек ради. Године 1990. кућу је преузела Оркофи група, а затим је продата Л'Ореалу 1996. године. Године 2001. Шо-Лан Ванг, тајвански медијски магнат, поново је узео Ланвин приватно. Дана 14. марта 2016, Боура Џарар је именована за креативног директора женске колекције, заменивши Албера Елбаза, који је трансформисао компанију током претходних четрнаест година. Бушрин одлазак најављен је 6. јула 2017. На месту уметничког директора наследио ју је Оливије Лапидус, који је напустио компанију без именованог наследника 22. марта 2018. Мушке колекције од 2005. води Лукас Осендривер. Бруно Сјалели је главни дизајнер и за мушке и за женске колекције од 2019.

## Историја
Ланвин је правио одећу за своју ћерку Мари-Бланш де Полињак, што је почело да привлачи пажњу бројних богатих људи, који су тражили копије за своју децу. Убрзо, Ланвин је правио хаљине за њихове мајке,  и нека од најпознатијих имена у Европи  били укључени у клијентелу њеног новог бутика у Паризу. Године 1909. Ланвин се придружила Синдикату високе моде, што је означило њен формални статус модне куће . Ланвин лого је инспирисан фотографијом снимљеном за Жеан Ланвин док је присуствовала балу са својом ћерком у одговарајућој одећи 1907. 
Од 1923. године, империја Ланвин је укључивала фабрику боја у Нантеру .  Током 1920-их, Ланвин је отворила продавнице посвећене кућном декору, мушкој одећи, крзну и доњем вешу, али је њена најзначајнија експанзија била стварање Ланвин Парфумс СА 1924. године. "Ми Син", животињски алдехид на бази хелиотропа, представљен је 1925. године и сматра се јединственим мирисом. Уследио би њен препознатљиви мирис, Арпеге, из 1927. године, за који се каже да је инспирисан звуком њене ћерке која вежба своје скале на клавиру.

### После Жеан Ланвин
Када је Ланвин умрла 1946. године, власништво над фирмом је уступљено њеној ћерки Маргерит,  која је делила управљање фирмом од 1942. са рођаком, а потом и стручњаком за модну индустрију. Пошто је Мари-Бланш де Полињак била без деце када је умрла 1958. године, власништво над кућом Ланвин припало је рођаку, Иву Ланвену.
Од средине 1960-их до преузимања од стране Л'Ореала 1996. године, Ланвин је водио Бернард Ланвин. Одељење за извоз је било у оригиналној фабрици у Нантеру где су се производили и флаширали сви парфеми. Административно седиште је било у Паризу. Године 1979. Ланвин је купио своју независност од Сквиб САД, а Париз је исте године организовао велику ПР промотивну турнеју у Сједињеним Државама.
Мидланд банка је купила удео у компанији од породице у марту 1989. и инсталирала Леона Бреслера да би обновио избледели имиџ фирме. Међутим, у фебруару 1990. Мидланд је одустао и продао Ланвин Орцофи, француској холдинг компанији коју води породица Витон . Од Оркофија, 50% куће Ланвин је купио Л'Ореал 1994. године, 66% 1995. и 100% 1996. године. Под Л'Ореаловим разноликим кишобраном, низ извршних директора који круже унутар француске модне индустрије управљали су компанијом.
У августу 2001. године, Ланвин  је поново преузела инвеститорска група Хармони СА, на челу са Шо-Лан Вангом, тајванским медијским магнатом. Године 2005. Жок Корпоратик је био власник лиценце за Ланвин конфекцијску одећу у Јапану са малопродајном вредношћу од 50 милиона евра. 
4. децембра 2009. Ланвин је отворио свој први бутик у САД у Бал Харбору на Флориди. 
У 2011, Ланвин продаја достигла је 203 милиона евра, не рачунајући процењених 4,5 милиона евра прихода од лиценци. 
Дана 20. новембра 2013, Ланвин је постао званични кројач ФК Арсенал . 
Ланвин је 28. октобра 2015. објавио да Елбаз више није у компанији, због разлика у мишљењима са акционарима. Заменио га је Боура Џарар у марту 2016. Џарар је напустио следеће године и наследио га је Оливије Лапидус, који је отишао 23. марта 2018, после само две сезоне. Лапидов наследник није именован по његовом изласку.
У фебруару 2018. конгломерат Фосун Интернационал са седиштем у Шангају платио је 120 милиона евра да би постао већински деоничар у Ланвину.  У марту 2020. Жан-Филип Хеке је напустио своју функцију генералног директора након 18 месеци, док је Џоан Ченг постао привремени извршни директор. 

## Креативни директори од 2001

### Албер Елбаз
У октобру 2001. Албер Елбаз је именован за уметничког директора компаније Ланвин за све активности, укључујући ентеријере. Године 2006. представио је ново паковање за модну кућу, са бојом цвећа која се не заборавља, Ланвинином омиљеном нијансом коју је она наводно видела на фресци Фра Анђелика (Сузи Менкес, 2005). 2. септембра 2010, Х&М је најавио да ће Ланвин бити њихова гостујућа дизајнерска сарадња за зимску колекцију 2010.  Главно лице спота колекције била је супермодел Наташа Поли. 

### Лукас Осендривер
Лукас Осендривер је почео са Кензовом мушком одећом 1997. године. Године 2000. преселио се у Минхен где му је модни дизајнер Костас Муркудис дао слободне руке у погледу мушке линије. Вративши се у Париз, провео је четири године са Хеди Слимане у Диор Хомеу: његов луксузни модни деби. 2006. године, Лукас Осендривер је постављен за шефа мушке линије. Мушка конфекцијска колекција из 2006. инспирисана је филмом Жан-Лика Годара . Он је лансирао прве урбане патике ЛАНВИН, сада са њиховим лакираним врховима, док је представљао своје колекције АВ 2006; ципеле су касније постале доступне у женским колекцијама. Док је уживао у ревитализованој репутацији луксуза, Ланвин је добио мејнстрим штампу у Сједињеним Државама у мају 2009. када је Мишел Обама фотографисана како носи популарну линију Ланвинових патика док је волонтирала у Вашингтонској банци хране. Патике су наводно продаване по цени од 540 долара. 

### Боура Џарар
Боура Џарар је именован за креативног директора од стране Ланвин-а у марту 2016.  Стални је члан француске Сидниката за високу моду од 2014. године, а од јануара 2010. била је гостујући члан. Радила је као директор студија у Баленсијаги 10 година. Године 2006. прешла је у француску модну кућу Кристијан Лакори - радила је заједно са дизајнером као директор високе моде до затварања компаније 2009. године. Основала је сопствену кућу 2010. године и 2013. године добила званичну титулу високе моде.
У 2017. години, и са припремом само две конфекцијске колекције, Џарар се повукла са своје позиције.  По њеном одласку, Ланвин је дао следећу изјаву: „Ланвин и Џарар су заједнички одлучили да прекину своју сарадњу“. 

### Бруно Сијалели
31-годишњи француски дизајнер именован је за новог креативног директора Ланвина у јануару 2019.  Ланвин је у изјави открио да Сијалелијево именовање означава "кључни нови правац".  За мање од 5 година, Ланвин је имао 5 креативних директора, укључујући Оливијеа Лапидуса, који је отишао 2018. Сијалели је радио са Џонатаном Андерсоном у шпанском бренду Лоеве пре именовања и претпостављало се да је суочен са „великим притиском да преокрене ствари за дом“. 

## Директори
- 1946–1950, Ланвинова ћерка Мари-Бланш де Полињак, власница и директорка
- 1942–50, рођак Мари-Бланш Жан Гомон-Ланвин (Коломб, 1908–Версај, 1988), генерални директор
- 1950–1955, Данијел Горин (Париз, 1891–Париз, 1972), генерални директор
- 1959, Мари-Бланш рођак Ив Ланвен, власник; Мадам Иве Ланвин, председница.
- 1989–1990, Леон Бреслер, председавајући
- 1990–1993, Мишел Петрини, председавајући
- 1993–1995, Лоик Арманд, председник
- 1995–2001, Жералд Асариа, председник
- 2001–2004, Жак Леви, генерални директор

## Дизајнери
- 1946–1958: Мари-Бланше де Полињак, генерални директор и дизајнер
- 1950–1963: Антонио дел Кастиљо, женске колекције
- 1960–1980: Бернард Девук, капе, шалови, висока мода; женска линија „Дифузије“ 1963–1980,
- 1964–1984: Жил-Франсоа Шараји (Лијеж, 1917–1988), колекције високе моде и „Бутик де Лукс“
- 1972: Кристијан Бенај, мушка конфекцијска колекција
- 1976–1991: Патрик Лавоик, колекције мушке конфекције
- 1981–1989: Мерил Ланвин, конфекцијска одећа, прва висока мода 1985. и женске колекције „Бутик“
- 1989–1990: Роберт Нелисен, женске конфекцијске колекције
- 1990–1992: Клод Монтана, пет колекција високе моде
- 1990–1992: Ерик Бержере, женске конфекцијске колекције
- 1992–2001: Доминик Морлоти, женске и мушке конфекцијске колекције
- 1996–1998: Окимар Версолато, женске конфекцијске колекције
- 1998–2002: Кристина Ортиз, женске конфекцијске колекције
- 2002–2015: Албер Елбаз, уметнички директор свих креативних активности
- 2003–2006: Мартин Круки, дизајнер мушке конфекције
- 2006–2018: Лукас Осендривер, мушке колекције
- 2016–2017: Боура Џарар, женске колекције
- 2017–2018: Оливиер Лапидус, женске колекције
- 2018-2019: Естрела Аркс, женске колекције
- 2019–сада: Бруно Сијалели, женске и мушке колекције

## Галерија
- Хаљина из колекције пролеће/лето 1923.
- Ланвин хаљина из 1928.
- Вечерња хаљина из 1929.
- Капут из колекције јесен/зима 1932/33
- Црна хаљина из 1937.
- Плава хаљина из колекције пролеће/лето 1938
- Хаљина из колекције јесен/зима 1938-39
- Циклон хаљина из 1939.